# Холмогорская (порода коров)
Холмого́рская поро́да (разг. Холмогорка) — порода крупного рогатого скота мясо-молочного направления продуктивности.

## История
Порода была выведена в XVII веке в Двинском уезде на севере Русского государства. Холмогорский скот в первой половине XVI века имел в основном три типа масти: чёрно-пёструю, чёрную и белую. Чёрно-пёстрые холмогорские коровы летом паслись на богатых травостоем заливных лугах в пойме реки Северная Двина, а зимой их кормили сеном. С 1725 года из Голландии завозился чёрно-пёстрый скот с целью скрещивания с холмогорками, но в суровых северных условиях влияние голландского скота оказалось незначительным. С 1765 года по 1898 год в Архангелогородскую (Архангельскую) губернию из Голландии и Голштинии было ввезено 137 голов, в том числе 62 быка. В Холмогорском и Архангельском уездах поголовье крупного рогатого скота в этот период колебалось от 19 до 23 тыс. голов, из них коров было от 52,3 до 72,3 %.
В 1913—1914 годах в зоне разведения холмогорского скота возникают контрольные союзы, артельные молочные заводы и организуются случные пункты. В 1927 году была открыта Государственная племенная книга холмогорского скота, а в 1934 году был организован государственный племенной рассадник. В 1936—1937 годах в некоторых хозяйствах применяли вводное скрещивание с использованием быков голландской чёрно-пёстрой остфризской породы для повышения молочности и улучшения экстерьера холмогорок, но помесные коровы заметно снизили содержание жира в молоке, поэтому дальнейшее скрещивание было прекращено.

## Характеристика породы
Благодаря тому, что холмогорская порода формировалась в суровых условиях Русского Севера, этот скот был менее подвержен простудным заболеваниям, таким как заболевания вымени, катары дыхательных путей, ревматизм, туберкулез и другие. Холмогорская порода превосходит по устойчивости к заболеванию лейкозом чёрно-пеструю, айрширскую и бурую латвийскую породы.
Коровы холмогорской породы высокого роста (высота в холке достигает 130—132 см). Конституция у коров крепкая с удлинённым туловищем, которое характеризуется некоторой угловатостью. Грудь неширокая и глубокая. Зад широкий, крестец иногда приподнят. Костяк крепкий с правильно поставленными конечностями. Вымя средних размеров, преимущественно чашеобразной и округлой формы. Иногда встречается козья форма и третья пара сосков. Основная масть — чёрно-пёстрая, но встречается красно-пёстрая и чёрная. Молочная продуктивность чистопородных коров в нормальных условиях кормления и содержания составляет 3500—4000 кг, жирность молока — 3,6—3,7 %.

### Производительность породы
В 2020 году средняя производительность коров холмогорской породы выросла до 7137 кг, увеличившись с показателя 5703 кг по состоянию на 01.01.2017. Содержание жира в молоке 3,95 %, белка — 3,15 %.
В 2021 году в племенных хозяйствах от особей-рекордсменок получают надои по 13000—14000 кг молока, в племрепродукторе «Зелёные линии Калуга» до 15500 кг..

## Линии разведения породы
С 1980 годов началось использование быков голштинской породы на холмогорском маточном поголовье. В результате, в ряде регионов, где разводится крупный рогатый скот холмогорской породы, были утверждены новые внутрипородные типы:
- для Московской области и других областей центральной части России — «Центральный»,
- для Архангельской области — «Северный»[7],
- для Республики Коми — «Печорский»[2].

По результатам исследований генетиков установлено, что использование импортных быков привело к потере холмогорским скотом гаплотипов Y-хромосом местного (северного) скота (І8). По аутосомам и Х-хромосоме генофонд холмогорского скота остаётся самобытным. В настоящее время чистопородный холмогорский скот в основном оттеснён и находится в худших условиях кормления и содержания по сравнению с чёрно-пестрым или голштинизированным холмогорским скотом. Скрещивание холмогорского скота с голштинским не привело к достоверному росту молочной продуктивности коров. Улучшение породы ведется на основании оценки племенной ценности быков-производителей.
Породу использовали при выведении истобенской и тагильской пород.

## Распространение
Крупный рогатый скот холмогорской породы разводят в 24 областях и республиках: в Архангельской, Вологодской, Кировской, Московской, Калининской, Рязанской Калужской и других областях, в Камчатском крае, в Республике Коми, Якутии (Саха), Татарстане и Удмуртии, в Ненецком автономном округе.
На 1 января 1985 года в колхозах, совхозах и других госпредприятиях имелось 2 млн 201 тыс. голов скота холмогорской породы, на начало 1990 годов насчитывалось 2 млн 137 тыс. голов, к 1 Января 1999 году численность холмогорского скота выросла до 2 млн 384 тыс. голов, что составило 8,7 % от всего поголовья молочных пород крупного рогатого скота, разводимого в России (четвёртое место по численности поголовья).
Численность холмогорской породы в настоящее время сокращается, но уступает только чёрно-пёстрой и динамично увеличивающейся голштинской породам. По состоянию на 2020 год насчитывается 63,2 тысяч голов молочных коров холмогорской породы.. На 1 Января 2017 года насчитывалось 112,3 тысяч голов молочных коров холмогорской породы.